# Wieda
Wieda is een voormalige gemeente in het Landkreis Göttingen in het oosten van Nedersaksen in Duitsland. Sinds 2016 is Wieda een dorp in de gemeente Walkenried.
Wieda is een van oorsprong Hoogduits sprekende plaats, en ligt aan de Uerdinger Linie. Wieda telt  inwoners. Wieda ligt in de Harz, 20 km van Bad Lauterberg im Harz.
- Gemeinsame Normdatei: 4310489-7
- Virtual International Authority File: 239601053

Adelebsen · 
Bad Grund · 
Bad Lauterberg im Harz · 
Bad Sachsa · 
Bilshausen · 
Bodensee · 
Bovenden · 
Bühren · 
Dransfeld · 
Duderstadt · 
Ebergötzen · 
Elbingerode · 
Friedland · 
Gieboldehausen · 
Gleichen · 
Göttingen · 
Hann. Münden · 
Harz (gemeentevrij gebied, Landkreis Göttingen) ·
Hattorf am Harz · 
Herzberg am Harz · 
Hörden am Harz · 
Jühnde · 
Krebeck · 
Landolfshausen · 
Niemetal · 
Obernfeld · 
Osterode am Harz · 
Rhumspringe · 
Rollshausen · 
Rosdorf · 
Rüdershausen · 
Scheden · 
Seeburg · 
Seulingen · 
Staufenberg · 
Waake · 
Walkenried · 
Wollbrandshausen · 
Wollershausen · 
Wulften am Harz